# Saint-Laurent-Chabreuges
Saint-Laurent-Chabreuges é uma comuna francesa na região administrativa de Auvérnia-Ródano-Alpes, no departamento de Alto Loire. Estende-se por uma área de 8,21 km². Em 2010 a comuna tinha 263 habitantes (densidade: 32 hab./km²).